# Atherigona bispina
Atherigona bispina är en tvåvingeart som först beskrevs av Fritz Isidore van Emden 1956.  Atherigona bispina ingår i släktet Atherigona och familjen husflugor. Inga underarter finns listade i Catalogue of Life.